# Lorrie Morgan
Loretta Lynn "Lorrie" Morgan, född 27 juni 1959 är en amerikansk countrysångerska. 
Morgan föddes i Nashville, Tennessee. Hennes far var countrysångaren George Morgan. Efter faderns död 1975 tog hon över hans band en tid. Morgan hade ett par mindre hits innan hon slog igenom på allvar 1989 med skivan Leave the Light On. Det följdes av flera andra framgångsrika skivor under 1990-talet. Hennes senare verk har inte nått samma framgångar. 
Morgan har varit gift sex gånger. Under 1990-talet hade hon också ett förhållande med politikern och skådespelaren Fred Thompson.

## Diskografi (urval)
Album
- 1989 – Leave the Light On
- 1991 – Something in Red
- 1992 – Watch Me
- 1993 – Merry Christmas from London
- 1994 – War Paint
- 1996 – Greater Need
- 1997 – Shakin' Things Up
- 1998 – Secret Love
- 1999 – My Heart
- 2004 – Show Me How
- 2009 – A Moment in Time
- 2010 – I Walk Alone
- 2013 – Dos Divas (med Pam Tillis)
- 2016 – Letting Go...Slow
- 2017 – Come See Me and Come Lonely (med Pam Tillis)